# Tysklands Grand Prix 1969
Tysklands Grand Prix 1969 var det sjunde av elva lopp ingående i formel 1-VM 1969.  

## Resultat
1. Jacky Ickx, Brabham-Ford, 9 poäng

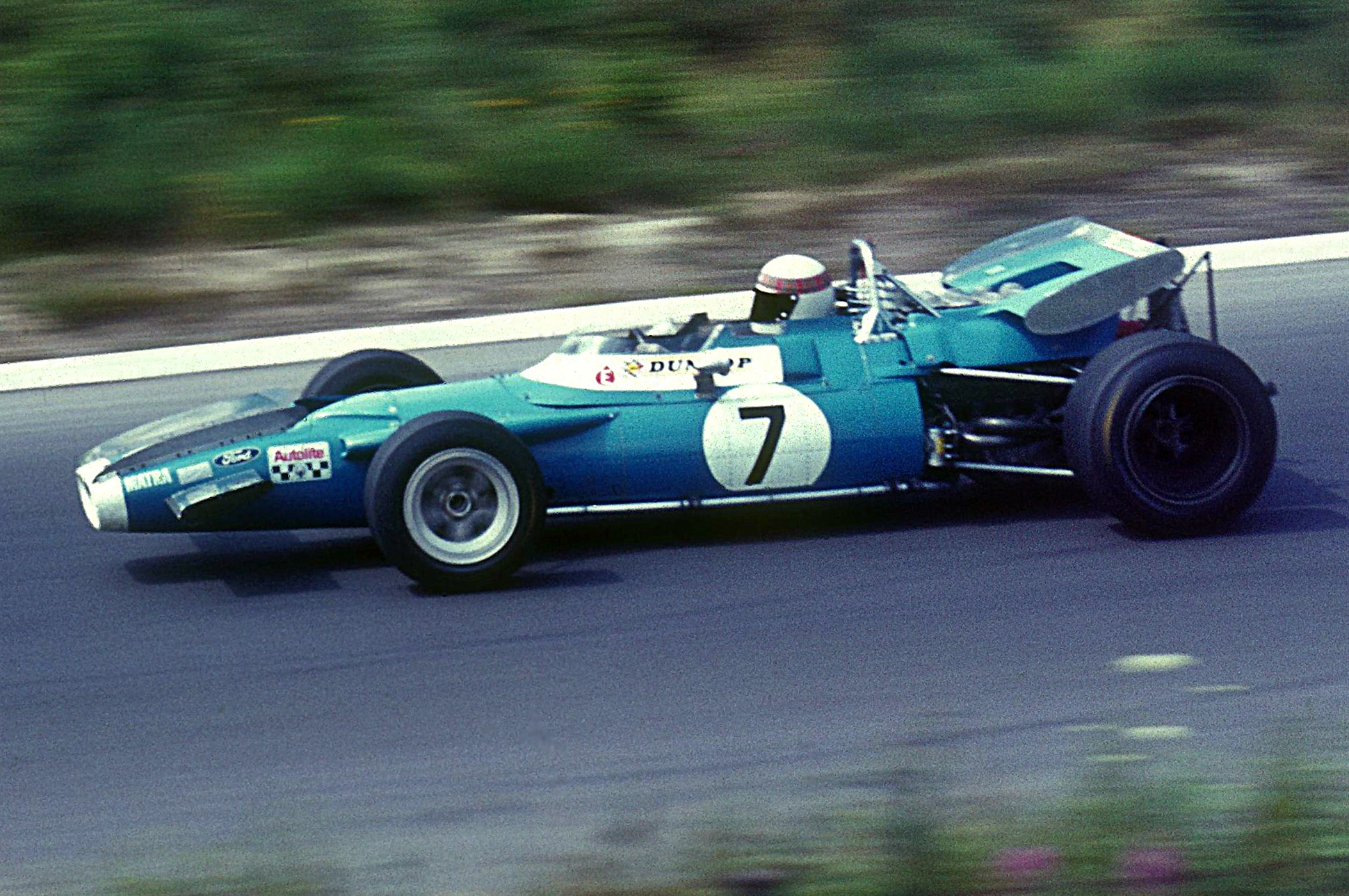
Jackie Stewart i en Matra MS80.

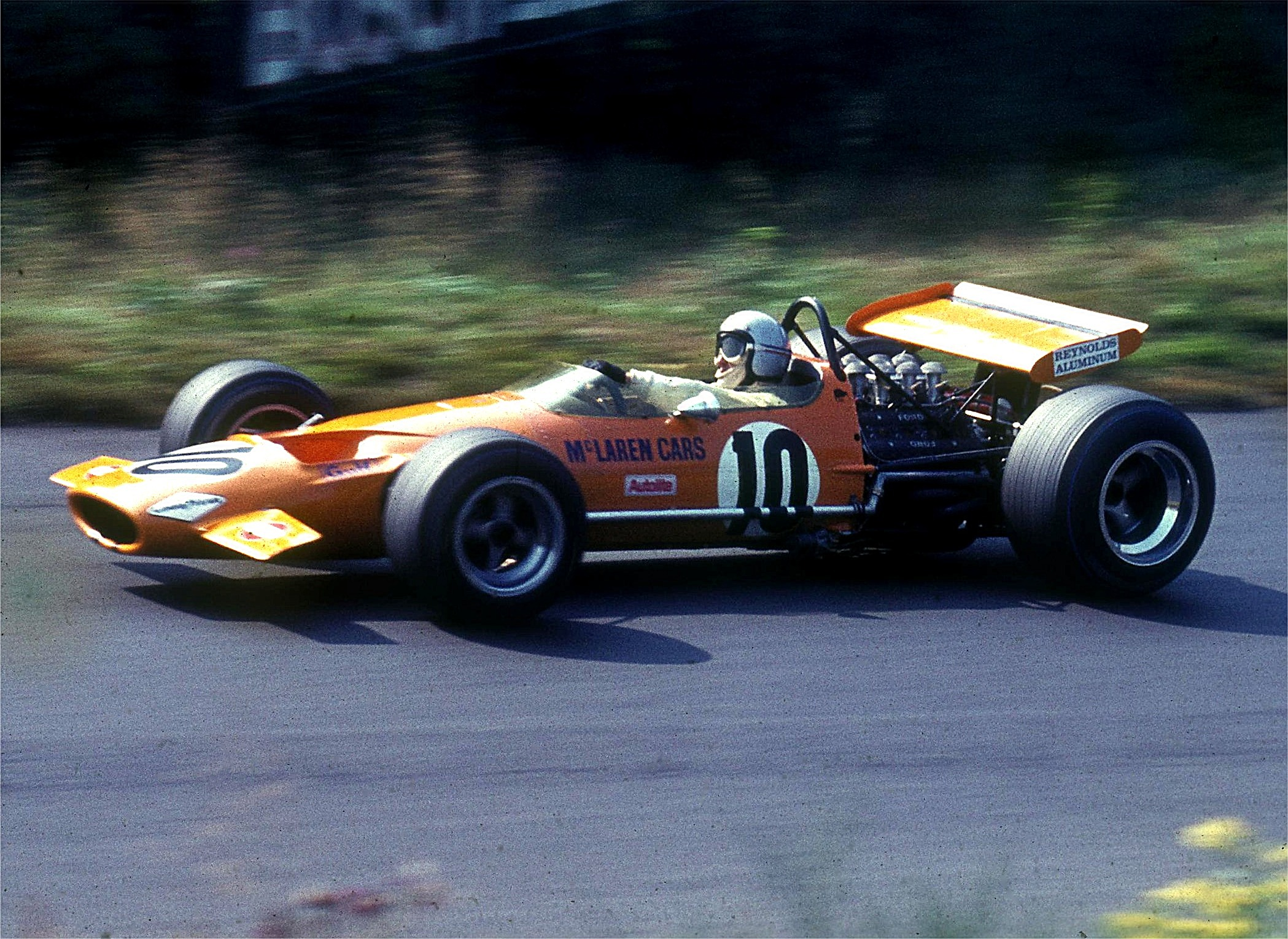
Bruce McLaren i McLaren-Ford under träningen inför loppet i Tyskland.

2. Jackie Stewart, Tyrrell (Matra-Ford), 6
3. Bruce McLaren, McLaren-Ford, 4
4. Graham Hill, Lotus-Ford, 3
5. Jo Siffert, R R C Walker (Lotus-Ford) (varv 12, upphängning), 2
6. Jean-Pierre Beltoise, Tyrrell (Matra-Ford) (12, upphängning), 1

### Förare som bröt loppet
- Denny Hulme, McLaren-Ford (varv 11, transmission)
- Jackie Oliver, BRM (11, oljeläcka)
- Jochen Rindt, Lotus-Ford (10, tändning)
- Joakim Bonnier, Jo Bonnier (Lotus-Ford) (4, bränsleläcka)
- Piers Courage, Williams (Brabham-Ford) (1, olycka)
- Vic Elford, Antique Automobiles/Colin Crabbe Racing (McLaren-Ford) (0, olycka)
- Mario Andretti, Lotus-Ford (0, olycka)
- John Surtees, BRM (0, upphängning)